# Juan Orol
Juan Orol   (Santiso, Lalín, 30 de juliol de 1893 - Ciutat de Mèxic, 26 de maig de 1988) nom artistic de Juan Rogelio García García, va ser un actor, guionista, productor i director de cinema mexicà d'origen espanyol. Va ser conegut com el Rei del cinema negre mexicà o cinema de gàngsters Se'l coneix també com el surrealista involuntari. Pioner de la indústria fílmica sonora mexicana i un dels principals promotors de l'anomenat Cine de rumberas de l'Època d'Or del cinema mexicà. De melodrames familiars a cintes de rumberes i gàngsters, l'univers fílmic de Orol és surrealista i en un cert sentit ple de falles; per això les seves pel·lícules han estat qualificades com Cinema de culte. Això li ha fet a les seves pel·lícules un lloc rellevant en la cinematografia mexicana.

## Biografia

### Vida primerenca
Juan Rogelio García García va néixer el 30 de juliol de 1893 a la parròquia de Santiso, al municipi de Lalín, a Pontevedra. Se sap que el seu pare va ser un comandant de la Força Armada Espanyola. La seva mare, una dona d'origen pagès, va ser mare soltera. El seu posterior matrimoni amb un home que no desitjava carregar amb un fill aliè, la va portar a enviar Juan amb unes amistats radicades a Cuba.
A Cuba, Orol va viure en els anomenats "solares", que és com es coneix a Cuba als veïnatges o barris populars. Allí va tenir molt de contacte amb gents d'origen africà que li van ensenyar totes les seves tècniques de ball.
Juan va exercir inicialment múltiples i simultanis oficis: boxador, jugador de beisbol, mecànic, pilot de carreres, periodista, actor de teatre, torero i agent de la policia. Va abandonar la boxa per a no desfigurar el seu rostre. En la seva faceta de corredor d'actuacions, va estar a punt de córrer a Indianapolis, però li van faltar unes dècimes per a la marca de 118 milles per hora. En la seva faceta de torero, va passar per Sud-amèrica, sota el nom de Espartero o Esparterito. Posteriorment s'instal·la en Mèxic, on també va ser part de la Policia Secreta. Així, aquest gallec es va confeccionar una biografia a mesura, absolutament rocambolesca, plena d'episodis impossibles i inconnexos, com un fulletó vuitcentista, fent de si mateix un protagonista audaç, valent i inversemblant, però sobretot, deixant entreveure a un home que, sense gran preparació acadèmica ni base cultural, sobrevivia a força d'enginy. No obstant això, abandona el rodo i l'estament policial, dos oficis de gran inspiració per a la seva posterior obra cinematogràfica, per una viudez prematura que el col·loca enfront de la responsabilitat paternal. Comença a treballar a la ràdio com a director artístic i publicista, alhora que contacta amb la naixent indústria cinematogràfica mexicana.

### Carrera
De manera involuntària, Juan Orol ingressa en la indústria fílmica mexicana. Inicialment Orol s'involucra al cinema com una forma més de subsistir. Eventualment desarrollorá una passió pel món del cinema. És en aquest llavors quan Juan Orol debuta com a codirector en la pel·lícula muda El sendero gris (Jesús Cárdenas i Juan Orol,1927) i després com a actor secundari de la recentment creada Aspa Films en la cinta Sagrario (1933) sota la direcció del cubà Ramón Peón, conegut també com el Griffith cubà. A l'any següent, i en vista de l'èxit de taquilla, Orol arrisca el seu propi capital i s'estrena simultàniament com a productor, guionista i protagonista de la segona pel·lícula d'Aspa Films: Mujeres sin alma, també dirigida per Peón. Aquestes dues experiències li donaran ànim per a sumar a les seves responsabilitats cinematogràfiques la direcció, en la que debuta a Madre querida (1935), la tercera producció d’Aspa Films. Allí està l'herència de l'estil sentimental de Peón i l'ús de la triple aliança de dona, melodrama i llàgrimes que demanda el públic llatinoamericà i inunda les sales cinematogràfiques del moment.
Orol, qui sempre havia estat un devot del Cinema negre nord-americà (incloent una gran admiració pels gàngsters famosos dels anys 1930s i 1940s: Edward G. Robinson, James Cagney i Humphrey Bogart), va afermar més aquesta passió amb un viatge que va realitzar a Hollywood a principis dels anys trenta. No obstant això, el propi Orol reconeixeria com la seva major influència cinematogràfica al cineasta José Bohr, un dels pioners del cinema sonor de Mèxic.
Després d'un cert èxit amb aquesta primera pel·lícula, que almenys li permet sobreviure, Orol escomet una segona en 1934, en la qual exerceix com a codirector amb Ramón Peón: ¿Mujeres sin alma: venganza suprema? (1934), que va tenir un èxit inesperat i en la qual va aparèixer la seva primera musa: la seva cunyada, l'actriu Consuelo Moreno. Les pel·lícules d’Orol van començar a tenir un segell de garantia i estil. Les seves temàtiques es van concretar gairebé sempre a incloure el tròpic, les rumberes, els paisatges exòtics, belles i provocatives dones, entre les quals sempre hi havia una “musa” principal, així com el cabaret com a locació ideal. Amb aquests “ganxos” Orol va aconseguir atreure a un públic que seguia les seves pel·lícules. Posteriorment va incorporar als gàngsters, uns més dolents i altres una miqueta “moralistes”, en cada cinta i que s'enamoraven de les “muses” de torn. En moltes ocasions, per burlar als sindicats fílmics de Mèxic, va inventar coproduccions amb altres països, principalment amb Cuba.
A mitjan anys quaranta, va consolidar la seva pròpia casa productora, España Sono Films. Així mateix, va crear a Cuba la productora Carib Films, que l'ajudava per a realitzar les seves coproduccions amb l'illa. A més de Mèxic i Cuba, Orol va arribar a filmar en diversos països: Puerto Rico, Estats Units i Espanya.
La primera producció que Orol fa per al cinema cubà és la cinta Siboney (1938), que compta amb música d'Ernesto Lecuona, Sánchez de Fuentes i Rodrigo Prats, entre d'altres. Orol exerceix de director, productor, guionista i actor. Per a aquesta pel·lícula es van utilitzar escenaris naturals, entre ells el Centro Gallego de La Habana. En ella va debutar la rumbera cubana María Antonieta Pons, que seria la segona musa del cinema de Orol.
A pesar que María Antonieta i les seves altres muses posteriors van ser estrelles exclusives de l'Espanya Sono Films, Orol els permetia treballar amb altres cases productores. María Antonieta Pons és la primera gran rumbera del Cinema Mexicà, per aquesta raó, es considera a Orol un dels principals promotors de l'anomenat cine de rumberas dels anys quaranta i cinquanta.
Amb Pons com a estrella, Orol realitza cintes com Cruel destino (1945), Los misterios del hampa (1945) i Embrujo antillano (1946), aquesta última, un intent del director de incursionar en la indústria fílmica estatunidenca. L'última cinta de la parellaa Orol-Pons va ser Pasiones tormentosas (1946).
Després de la seva ruptura amb Pons, Orol va realitzar El amor de mi bohío, (1947), protagonitzada per la costa-riquenya Yadira Jiménez en el paper principal. No obstant això, Jiménez no va arribar a desenvolupar una relació fílmica rellevant amb Orol.
A la recerca d'una nova estrella femenina dels seus films, Orol es trasllada a Cuba, on realitza un concurs per a trobar a la seva pròxima estrella (es diu que entre les concursants van estar rumberes com Ninón Sevilla i Mary Esquivel). Al no trobar a la seva futura estrella, Orol decideix tornar a Mèxic, quan gràcies a la seva publirrelacionista a Cuba, descobreix a la que serà la seva següent musa cinematogràfica: Rosa Carmina.
Rosa Carmina debuta de la mà de Orol en la cinta Una mujer de Oriente (1946). Rosa Carmina és la musa més representativa i prolífica de Orol. Amb ella realitza setze films entre 1946 i 1955. Una de les seves primeres cintes amb la seva nova estrella és El reino de los gángsters (1947), on fa aparició el personatge més emblemàtic de la faceta de Orol, com a actor: el gàngster Johnny Carmenta. Interpretant a Carmenta, i amb Rosa Carmina com a estrella femenina, Orol filma el que és probablement el seu film més recordat: Gángsters contra charros (1948). Aquesta cinta és considerada avui dia com una pel·lícula de culte, i compta amb un lloc rellevant en diverses filmoteques del món. Unes altres de les seves destacades col·laboracions amb Rosa Carmina, és la trilogia fílmica de Percal (El infierno de los pobres, Perdición de mujeres i Hombres sin alma, 1951), adaptada d'una famosa historieta de l'autor mexicà José G. Cruz, que col·labora amb Orol en alguns altres guions més. Altres cintes rellevants de l'etapa de Orol amb Rosa Carmina són Tania, la bella salvaje (1947), Amor salvaje (1949), La diosa de Tahití (1953), Sandra, la mujer de fuego (1954), Sindicato del crimen (1954) i Secretaria peligrosa (1955).
Després de separar-se de Rosa Carmina, Orol realitza La mesera coja del café del puerto (1955), producció Cuba-Mèxic, com a director, productor i guionista, amb Marta Rams i Julio Capote com a actors principals. En aquest mateix any, Orol troba a la que serà la seva següent musa cinematogràfica: la també cubana María Esquivel. Esquivel va obtenir el seu major èxit de la mà de Orol en la cinta Zonga, el ángel diabólico (1958), cinta que a més significarà la seva primera incursió al cinema en color. No obstant això, l'èxit de Esquivel com a estrella del cinema oroliano és molt de menor que el reeixit per les muses anteriors. Entre les cintes de Orol filmades amb Esquivel es troben Te odio y te quiero (1957), Plazos traicioneros (1958), La tórtola del Ajusco (1960), Tahimí, la hija del pescador (1961) i Bajo el manto de la noche (1962).
Eventualment, Orol coneix a la seva última musa: la ballarina mexicana Dinorah Judith, amb la qual realitza les cintes de la seva última etapa com a director. En aquesta època, el cinema de Orol va ser destrossat per la crítica, i segons es diu, el director va travessar per una forta depressió. Entre els seus últims films rellevants es troben La maldición de mi raza (1964), Antesala de la silla eléctrica (1966) i el clàssic de culte El fantástico mundo de los hippies (1970), realitzat de nou amb coproducció estatunidenca.

### Últims anys
La seva última cinta com a director va ser El tren de la muerte (1978), amb Julio Alemán. L'última aparició de Juan Orol en la pantalla gran va ser com a actor a Ni modo… así somos (1981) d'Arturo Martínez. Allí fa un cameo de si mateix, en una breu escena de menys d'un minut.
En els seus últims anys Orol va viure sumit en una profunda depressió. Malgrat els diferents homenatges i cicles de projeccions organitzats en el seu honor, el llegendari director vivia sumit en una profunda pobresa. La seva depressió es va arrelar en suposar que el seu patrimoni fílmic havia sucumbit en l'incendi de la Cineteca Nacional de Mèxic en 1982. En realitat, en el sinistre només es van perdre alguns negatius originals de les seves primeres cintes.

### Vida personal
Juan Orol va ser famós per importar a nombroses actrius (la majoria d'origen cubà) al Cinema Mexicà. La seva primera esposa va ser Amparo Moreno, germana de l'actriu Consuelo Moreno, la seva primera musa cinematogràfica. Amb ella va procrear al seu primer fill, Arnoldo Orol Moreno, qui entre fins dels anys 40 i principis dels cinquanta va exercir com productor executiu de tres de les seves pel·lícules i va morir en un accident de treball en un estudi cinematogràfic. Amparo va estar casada alguns anys amb Orol i va morir de tuberculosis.
En 1938, Orol va conèixer a Cuba la rumbera María Antonieta Pons. Orol i María Antonieta van ser parella de ball i el va decidir llançar-la com a actriu a Mèxic amb la pel·lícula Siboney (1938). Orol i María Antonieta van estar casats entre 1940 i 1945. Durant el seu matrimoni, va ser cèlebre la gosadia de Orol de defensar a la seva esposa dels galantejos del temut polític mexicà Maximino Ávila Camacho. Després de divorciar-se de María Antonieta, Orol va decidir llançar com a estrella a l'actriu i ballarina costa-riquenya Yadira Jiménez. No obstant això, la seva col·laboració va ser efímera.
Més tard, a través del publirelacionista Enrique Brión, Orol va descobrir Rosa Carmina, la seva següent musa fílmica. Orol i Rosa Carmina van estar casats entre 1950 i 1955. Rosa Carmina és considerada la més representativa de les seves muses. Amb ella, Orol viu l'època més esplendorosa de la seva filmografia. Després de separar-se de Rosa Carmina, Orol es va casar amb la cubana María Esquivel. Van estar casats entre 1955 i 1963.
Més endavant, un amic seu li va presentar a la seva neboda, Dinorah Judith. Judith serà la seva última musa i la seva última companya sentimental, romanent unit a ella fins a la seva mort.

### Mort
Juan Orol va morir en Ciutat de Mèxic, el 26 de maig de 1988, arruïnat i només, després d'haver-se casat cinc vegades.

## Llegat
Juan Orol era un “home orquestra” en les pel·lícules que realitzava. En la majoria d'elles va participar en més de dues o tres de les activitats principals del film: gerent de producció, director, productor, guionista o actor. Era un home que sentia que havia de participar en tot i supervisar-lo tot en les seves pel·lícules perquè sortissin bé. Malgrat això, no era un tècnic del cinema, com ho era sens dubte el seu amic Ramón Peón, sinó tot el contrari; feia les coses més aviat per la seva embranzida i la seva passió pel cinema, sense que es prengués molt temps en el seu estudi ni a contractar tècnics d'alt nivell. Tampoc tractava d'explicar la psicologia dels personatges ni la geografia de les locacions que utilitzava, ja que en tenia prou amb que existissin escenaris i personatges. Eren allí i actuaven així. No obstant això, les seves pel·lícules resultaven un èxit, perquè aconseguien arribar al gust del públic. Així, Orol es vanava de ser El director de les grans multituds.
S'ha comparat a Juan Orol amb el realitzador nord-americà Ed Wood, canonitzat com “el pitjor director de tots els temps”. No obstant això, a diferència del cineasta estatunidenc, Orol no va necessitar d'un homenatge pòstum per a ser reconegut. Va obtenir èxit en la taquilla del seu temps, el públic admirava les seves muses i als seus malvats gàngsters, sense importar-li la pobresa argumental i tècnica de les seves produccions, fent cas omís a la crítica que vilipendiava la seva obra, com ho va fer amb Te odio y te quiero (1957), film que la crítica va qualificar directament com “molt dolent”. Fins i tot es va donar el luxe de fer un remake de la seva pròpia obra: Madre querida, el seu major èxit, té una nova versió en 1950. Ed Wood, per part seva, no va arribar mai al gran públic, les seves obres eren una successió de fracassos que escassament s'exhibien en circuits de segona, i el volum de la seva producció arriba a una cinquena part de la de Orol. Però tots dos comparteixen la precarietat de la seva manera de producció, la fe cega en els seus esperpents cinematogràfics, i els seus seguidors d'avui els consideren “directors de culte”.
A Juan Orol, la versemblança no li importava. No curava el pressupost de la seva producció, que tractava d'estirar al màxim, per la qual cosa era conegut com a director d'una sola presa. Així, els efectes especials són completament desconeguts en la seva obra. A Gángsters contra charros moren pràcticament tots els homes armats, però cap va vessar ni una gota de sang. L'economia podia arribar a detalls com el narrat per Sergio Véjar, operador de càmera de Zonga, el ángel diabólico (1957), en la que Orol ordenava que a Esquivel li pintessin cada ungla d'un color diferent per a estendre les seves mans davant la cambra, reduint així les despeses de producció. Igualment, no feia falta anar en cerca de locaciones exòtiques, encara que les seves trames així ho requerien en la majoria dels casos. A Los misterios del hampa (1944), la història de la qual transcorre en Chicago, passa un autobús en el qual es pot llegir “Línia Peralvillo-Cozumel”. I a Zonga, el ángel diabólico, que es desenvolupa en la selva amazònica, es pot distingir en el fons un monument a Bolívar que era pròxim al Bosc de Chapultepec de la Ciutat de Mèxic. “Detalls” als quals Juan Orol no donava importància.
Juan Orol és també considerat com el pare espiritual de l'anomenat Cine de rumberas per haver establert les bases que van enriquir al gènere. També és reconegut per haver importat al Cinema Mexicà a dos de les principals estrelles del gènere: María Antonieta Pons i Rosa Carmina.
En 2012, Juan Orol és objecte d'un homenatge a la cinta El fantástico mundo de Juan Orol, dirigida per Sebastián del Amo. Orol és interpretat per l’actor mexicà Roberto Sosa. La cinta és una interpretació lliure del cineasta sobre la vida del llegendari director, per la qual cosa alguns aspectes de la seva biografia van ser dramatitzats amb finalitats comercials.

## Filmografia (Selecta)

### Director
- El sendero gris (co-director, 1927)
- Madre querida (1935)
- ¿Mujeres sin alma, venganza suprema? (1935)
- Honrarás a tus padres (1936)
- El calvario de una esposa(1936)
- Siboney (1938)
- Cruel destino (Allá en la frontera) (1944)
- Los misterios del hampa (1945)
- Embrujo antillano (1945)
- Pasiones tormentosas (1946)
- Una mujer de Oriente (1946)
- El amor de mi bohío (1947)
- Tania, la bella salvaje (1947)
- El reino de los gángsters (1947)
- Gángsters contra charros (1947)
- La mesera coja del café del puerto (1947)
- El charro del arrabal (1948)
- Amor salvaje (1950)
- Cabaret Shangai (1950)
- El infierno de los pobres (Percal I) (1951)
- Perdición de mujeres (Percal II) (1951)
- Hombres sin alma (Percal III) (1951)
- ¡Que idiotas son los hombres! (1951)
- La diosa de Tahití (Los chacales de la Isla Verde) (1953)
- Sandra, la mujer de fuego (1953)
- El Sindicato del Crimen (Antesala de la muerte) (1954)
- Bajo la influencia del miedo (Gangsterismo en el deporte) (1955)
- Secretaria peligrosa (Agente internacional) (1955)
- Te odio y te quiero (1957)
- Zonga, el ángel diabólico (1958)
- Plazos traicioneros (1958)
- Duelo en la cañada (1959)
- La tórtola del Ajusco (1960)
- Tahimi, la hija del pescador (1961)
- Bajo el manto de la noche (1962)
- La maldición de mi raza (1962)
- Antesala de la silla eléctrica (1967)
- El fantástico mundo de los hippies (1968)
- Historia de un gángster (1968)
- El tren de la muerte (1979)

### Actor
- Sagrario (1934)
- Mujeres sin alma (1934)
- El calvario de una esposa (1936)
- Honrarás a tus padres (1937)
- Siboney (1938)
- Los misterios del hampa (1945)
- Una mujer de Oriente (1946)
- El reino de los gángsters (1947)
- Gángsters contra charros (1947)
- Cabaret Shangai (1949)
- El infierno de los pobres (1951)
- El Sindicato del Crimen (1954)
- Bajo la influencia del miedo (1955)
- Historia de un gángster (1968)
- México de noche (1974)
- Adriana del Río, actriz (1979)
- Ni modo... así somos (1981)